# Placówka Straży Celnej „Daćbogi”

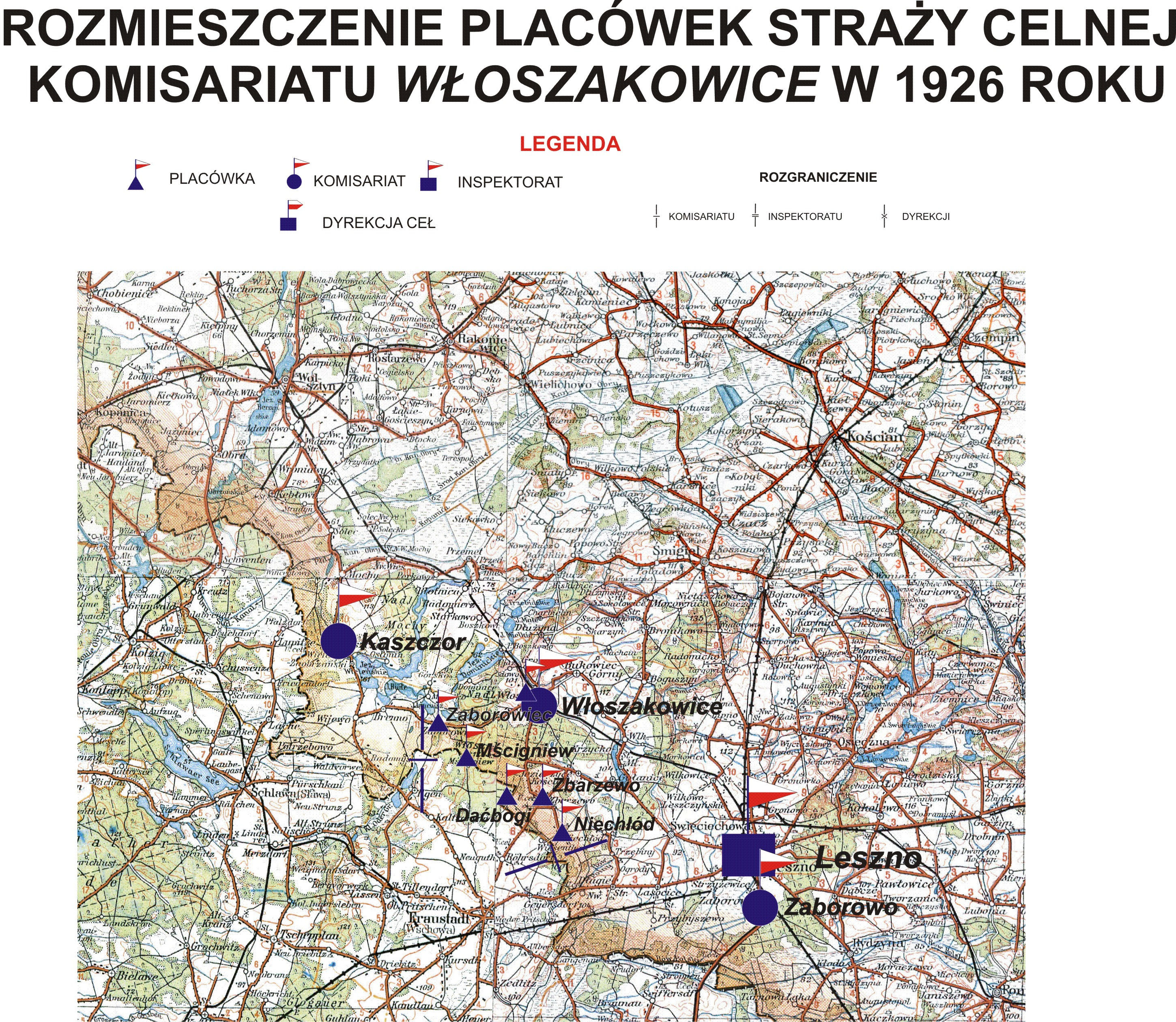
Rozmieszczenie placówek Straży Celnej Komisariatu Włoszczakowice

Placówka Straży Celnej „Daćbogi” – jednostka organizacyjna Straży Celnej pełniąca w okresie międzywojennym służbę ochronną na granicy polsko-niemieckiej.

## Formowanie i zmiany organizacyjne
Na wniosek Ministerstwa Skarbu, uchwałą z 10 marca 1920 roku, powołano do życia Straż Celną. Od połowy 1921 roku jednostki Straży Celnej rozpoczęły przejmowanie odcinków granicy od pododdziałów Batalionów Celnych. W 1921 roku we Włoszakowicach stacjonował sztab 3 kompanii 17 batalionu celnego. Kompania wystawiała między innymi placówkę w Daćbogach. Proces tworzenia Straży Celnej trwał do końca 1922 roku. Placówka Straży Celnej „Daćbogi” weszła w podporządkowanie komisariatu Straży Celnej „Włoszakowice” z Inspektoratu SC „Leszno”.
W drugiej połowie 1927 roku przystąpiono do gruntownej reorganizacji Straży Celnej. W praktyce skutkowało to rozwiązaniem tej formacji granicznej. Ochronę północnej, zachodniej i południowej granicy państwa przejęła powołana z dniem 2 kwietnia 1928 roku Straż Graniczna.

## Funkcjonariusze placówki
Kierownicy placówki
| stopień          | imię i nazwisko, numer | okres pełnienia służby | kolejne stanowisko |
| ---------------- | ---------------------- | ---------------------- | ------------------ |
| starszy strażnik | Piotr Szafranek (2647) | był w 1926             |                    |

Obsada personalna placówki w 1926:
- starszy strażnik Piotr Szafranek (2647)
- strażnik Stanisław Duda (1651)